# بني سليم (المغرب)
بني سليم هي جماعة قروية مغربية على الواجهة الغربية للمغرب. تنتمي جماعة بنو سليم لإقليم سيدي بنور.